# Alfa Romeo 8C 2300 „Monza“

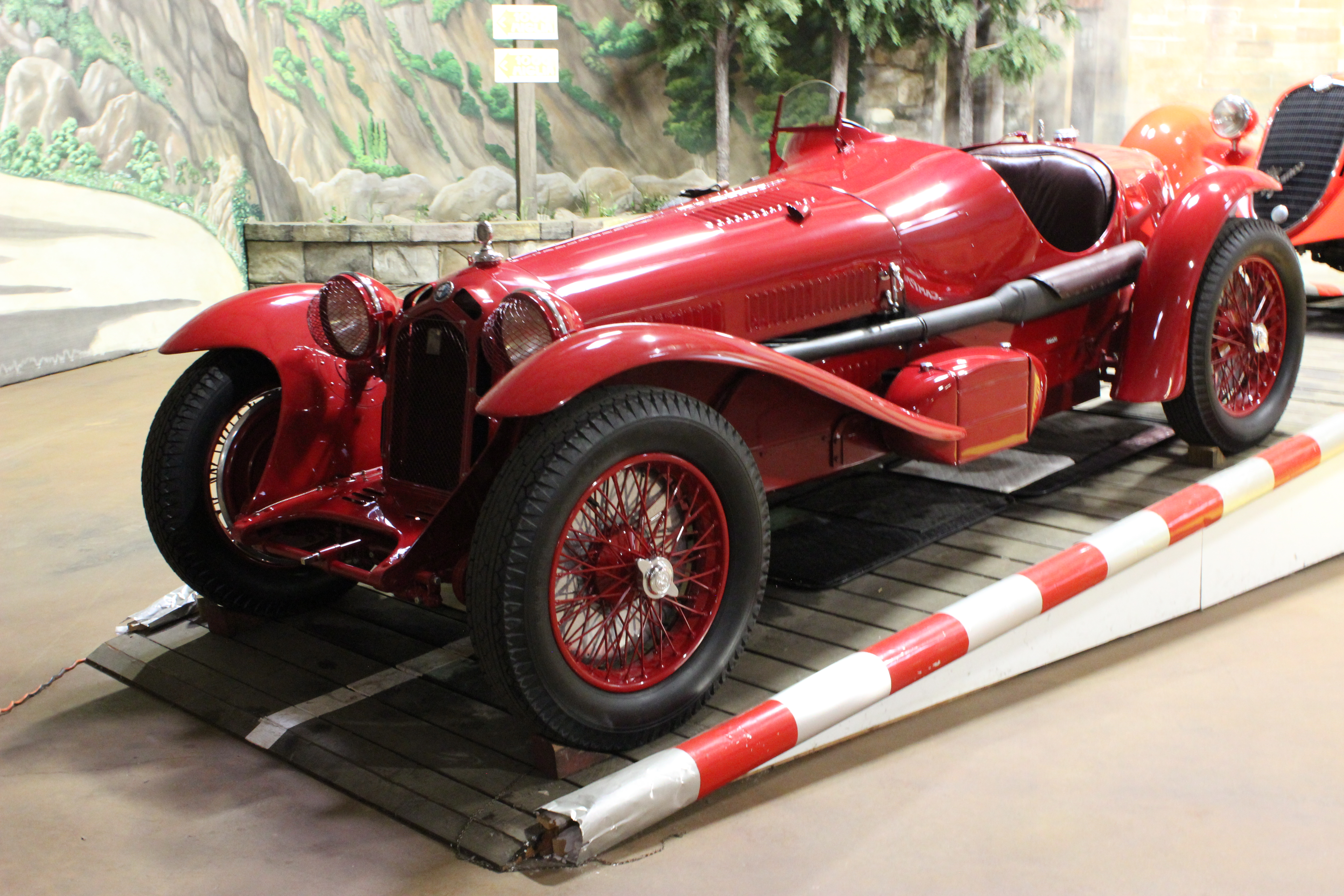
Alfa Romeo 8C 2300 Monza

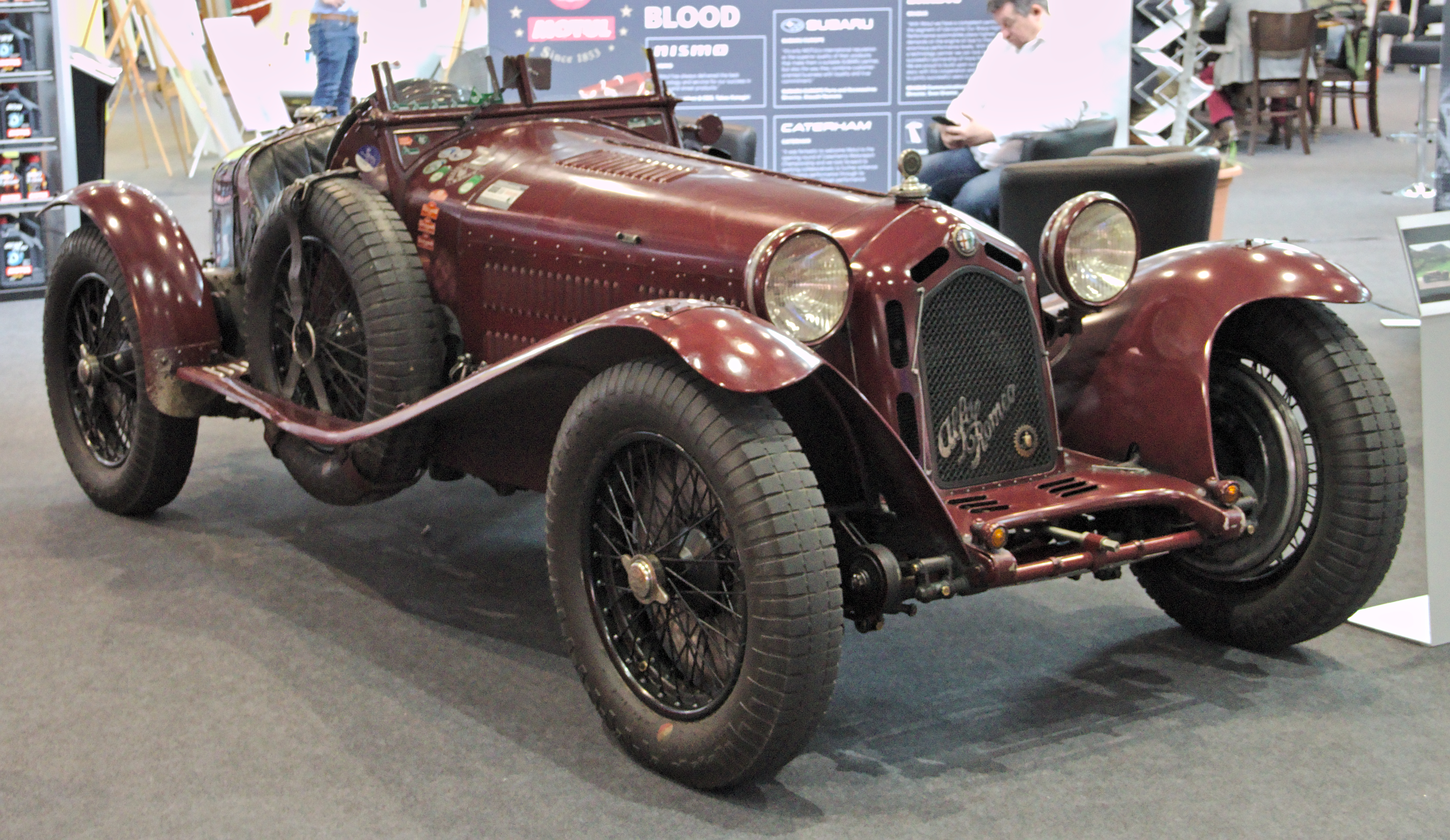
Das Nachfolgemodell mit dem 2600-cm³-Motor auf der Retro Classics 2020

Die Bezeichnung Alfa Romeo 8C war der Oberbegriff für eine Automobilserie des italienischen Herstellers Alfa Romeo, die von 1931 bis 1939 hergestellt wurde. Sie war aus der gleichzeitig weitergebauten Serie 6C weiterentwickelt worden. Die Bezeichnung 8C steht für Achtzylinder, Der Hubraum betrug zunächst 2336 cm³. Entsprechend hießen diese Fahrzeuge „8C 2300“. Neben zahlreichen, von verschiedenen Firmen wie Zagato, Touring, Castagna, Pininfarina, Figoni, Vanden Plas und anderen karossierten Straßenmodellen gab es auch Versionen für den Rennsport.
Alfa Romeo produzierte sie in drei Formen. Das waren der Le Mans, die längere Fahrgestellversion mit dem obligatorischen Rücksitz, der dieses berühmte Rennen von 1931 bis 1934 viermal in Folge gewann, das kurze Chassis Mille Miglia Spider, wiederholter Straßenrennen-Champion bei Wettbewerben in ganz Europa, und der Grand Prix Monza, dominant in der ersten Hälfte der 1930er Jahre im sogenannten „Open-Wheel-Rennsport“. Außerdem wurden zwei Siege bei den 24 Stunden von Spa erzielt. Tazio Nuvolari, Rudolf Caracciola, René Dreyfus und andere begründeten und bestätigten den damaligen Weltruhm der Marke Alfa Romeo auf den 8C-Monza-Modellen.

## Hintergrund
Der Ingenieur Vittorio Jano wurde 1923 nach Mailand geholt, um einen Rennwagen für Alfa Romeo zu entwerfen. Er wurde aber bald mit der Entwicklung von Straßen-Serienfahrzeugen beauftragt, nachdem sich das Unternehmen nach zwei sportlich sehr erfolgreichen, aber finanziell unrentablen Saisons vom Rennsport zurückgezogen hatte.
Janos erste Arbeit für Alfa Romeo war der 6C 1500, der Anfang 1927 auf den Markt kam. Dieser Wagen mit Sechszylindermotor war eigentlich speziell für den Straßeneinsatz entwickelt worden, aber die leistungsgesteigerten Versionen für die Rennstrecke erwiesen sich als sehr wettbewerbsfähig. Tatsächlich gewann der 6C drei Jahre nacheinander die Mille Miglia. Vom Erfolg des 6C ermutigt, brachte Alfa Romeo 1930 Janos P2-Grand-Prix-Auto heraus und beauftragte ihn, für 1931 einen neuen Sportwagen und ein Grand-Prix-Auto zu entwerfen. Der neue Wagen, der Alfa Romeo Tipo A war eine äußerst vielschichtige zweimotorige Maschine, die kaum wettbewerbsfähig war. Der neue Sportrennwagen 8C 2300 hingegen ist als einer der besten und erfolgreichsten Rennwagen, die jemals gebaut wurden, in die Geschichte eingegangen.

## Technik

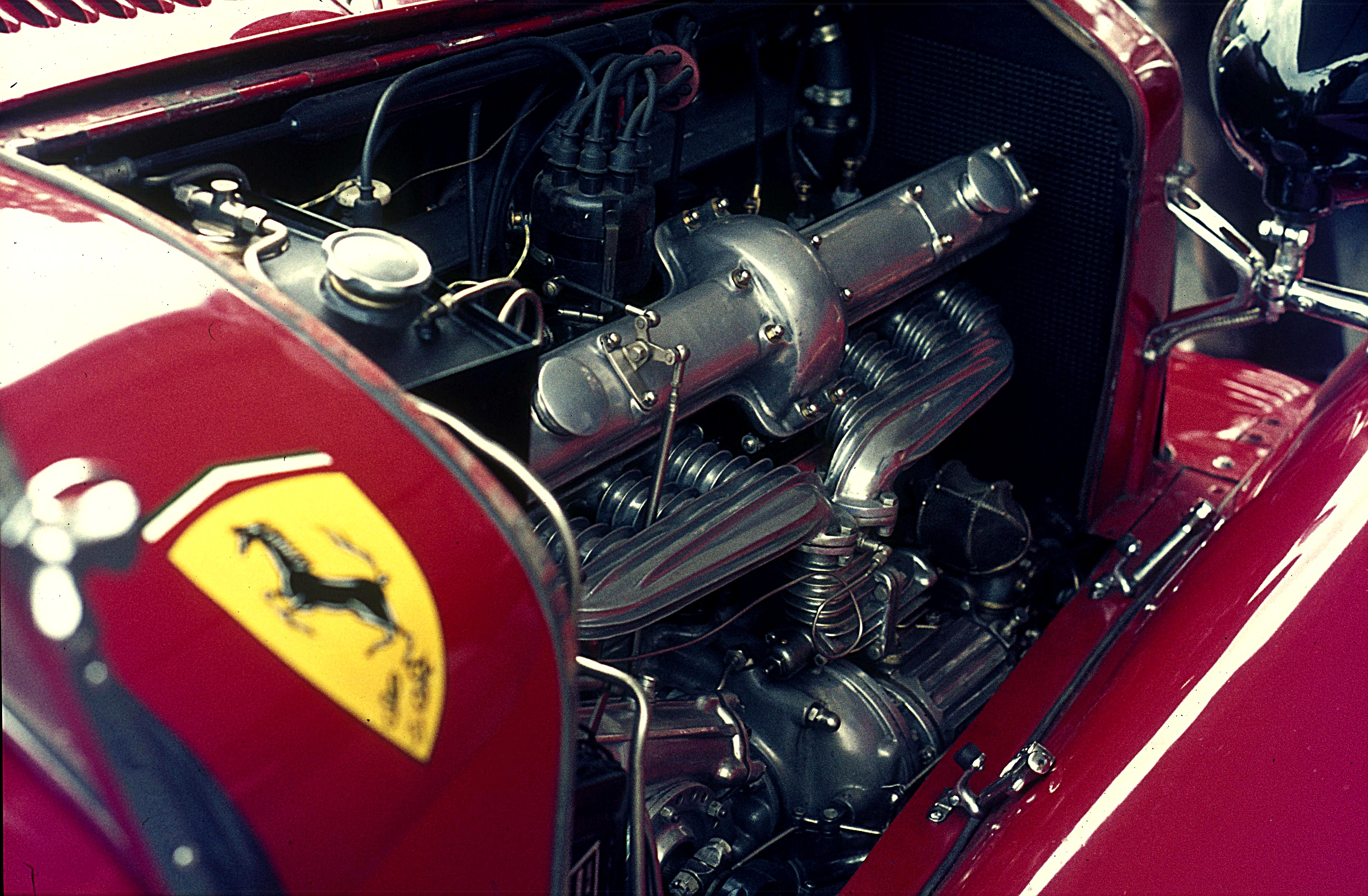
Alfa Romeo 8C 2,3 Liter, Kompressor

Janos oberste Priorität lag in der Entwicklung eines neuen und vor allem größeren und stärkeren Motors, um sich der ständig wachsenden Konkurrenz zu stellen. Wie beim P2 von 1924 entschied er sich für einen längs eingebauten Achtzylinder-Reihenmotor, den er von Grund auf neu konzipierte. Der Motor wurde mit zwei Zylinderblöcken zu je vier Zylindern aufgebaut. Der Zahnradantrieb der obenliegenden Nockenwellen und des Aufladegebläses lag zwischen den Zylinderblöcken. Dadurch wurden die Torsionsschwingungen der Kurbelwelle und der Nockenwellen verringert. Die beiden Blöcke waren zunächst aus Grauguss, der bald durch eine leichtere Aluminiumlegierung ersetzt wurde. Der Hubraum konnte durch einen außergewöhnlich langen Hub von 88 mm und eine Bohrung von 65 mm auf etwas mehr als 2,3 Liter angehoben werden. Der Motor wurde mit einem Roots-Kompressor zusätzlich leistungsgesteigert. In der Serienversion leistete der Motor zwischen 155 und 165 PS. Die Wettbewerbsmotoren kamen auf rund 180 PS. Die Leistung wurde über ein Vierganggetriebe auf die Hinterachse übertragen.
Zum Erfolg des 6C so trug das leichte Chassis bei: Ein Leiterrahmen aus Stahlblech wurde in zwei Versionen mit langem (3100 mm) und kurzem (2750 mm) Radstand angeboten. Für die Grand-Prix-Version „Monza“ wurde der Radstand auf (2650 mm) gekürzt. Ein fahrbereites („Rolling“) Chassis mit kurzem Radstand wog 1000 kg. Beide Achsen waren starr und an halbelliptischen Blattfedern mit Reibungsdämpfern aufgehängt. Der Wagen hatte mit Seilzug mechanisch betätigte Trommelbremsen.

## Rennhistorie

### Straßenrennen

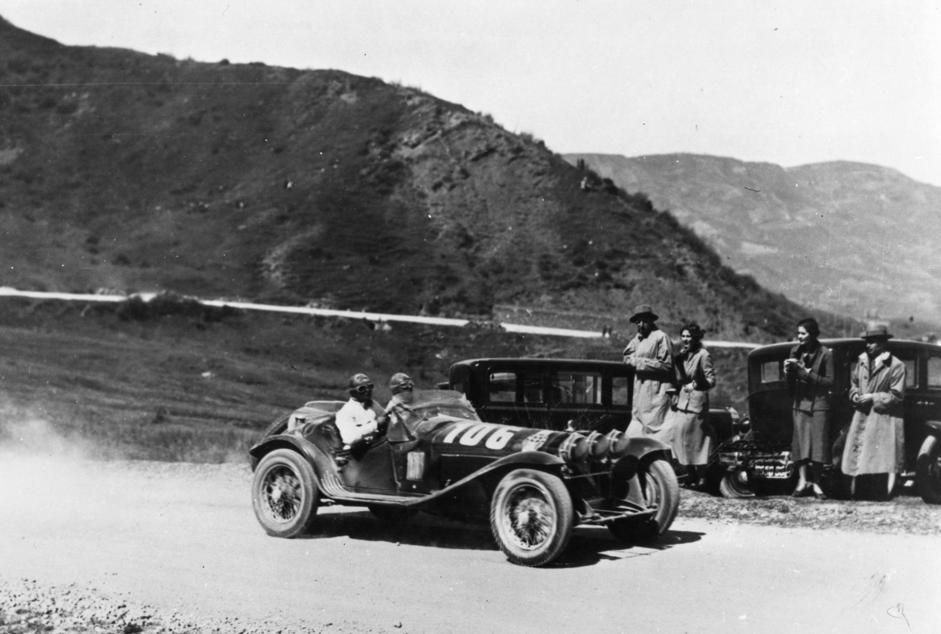
Der 8C 2300 von Baconin Borzacchini und Amedeo Bignami bei der Mille Miglia 1932 am Passo della Raticosa

Die ersten 8C 2300 debütierten 1931 bei der Mille Miglia. Von Tazio Nuvolari und Luigi Arcangeli wurden zwei Autos mit Zagato-Karosserie eingesetzt. Die beiden neuen 8C waren sehr schnell, hatten aber während des gesamten Rennens Reifenprobleme. Deshalb und wegen eines Unfalls von Nuvolari ging der Sieg an Rudolf Caracciola im 7,1-Liter-Mercedes-Benz SSK. Einige Wochen später gewann Nuvolari im Regen die Targa Florio. Das war der Beginn einer Serie, in der der 8C 2300 jeden dieser beiden „Klassiker“ dreimal hintereinander gewann.

### Grand Prix

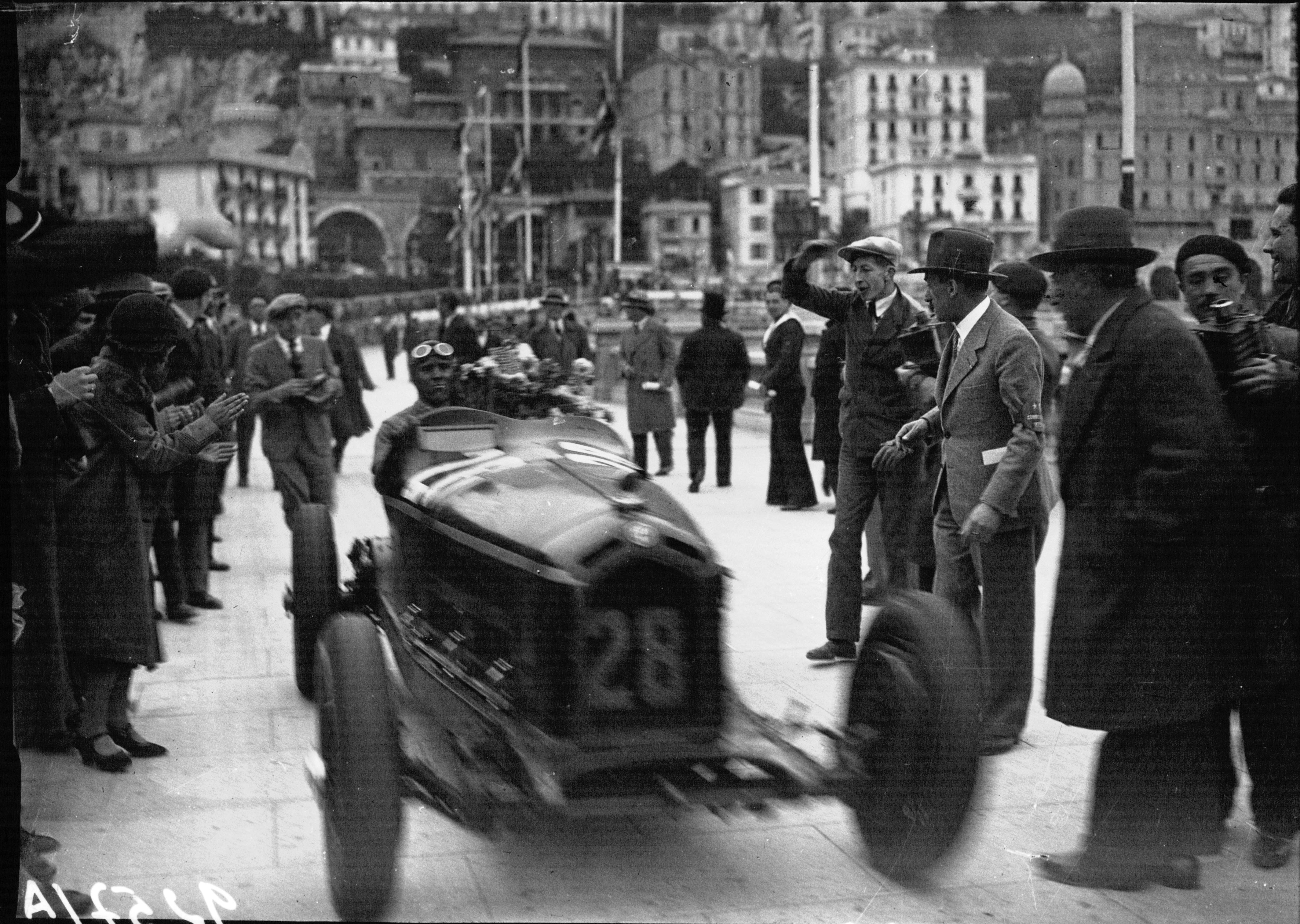
Tazio Nuvolari im 8C 2300 Monza beim Monaco Grand Prix 1932

Die beiden bei der Targa Florio eingesetzten Autos hatten einen nochmals verkürzten Radstand von 2650 mm. Sie waren als Zwischenlösung für den Grand-Prix-Einsatz gebaut worden, bis der zweimotorige Tipo A fertig war. Beide Typen wurden beim Großen Preis von Italien am 25. Mai 1931 in Monza nebeneinander eingesetzt. Das Debüt des Tipo A war überschattet vom tödlichen Trainingsunfall von Arcangeli. Während des Rennens wechselte Nuvolari nach zwei Stunden von seinem Tipo A in einen 8C 2300 und gewann zusammen mit Giuseppe Campari das Rennen.
Die später gebauten Grand Prix 8 2300 erhielten nach diesem Sieg den Namen „Monza“. Interessanterweise wurde die geschlitzte Kühlerabdeckung, die das typischste Merkmal des „Monza“ wurde, bei den 1931er Modellen nicht gefunden. Der 8C 2300 war in mehreren Grand-Prix-Rennen erfolgreich, bis er 1932 durch den Tipo-B-Monoposto ersetzt wurde.

### Le Mans
Nach dem Großen Preis von Italien trat Alfa Romeo mit dem 8C 2300 beim 24-Stunden-Rennen von Le Mans an. Für diesen Einsatz wurde eine weitere, deutlich veränderte Version des 8C 2300 vorbereitet. Es erhielt ein langes Chassis mit einem Radstand von 3100 mm, weil zusätzlicher Platz für die vorgeschriebene Viersitzer-Karosserie benötigt wurde, die Zagato aus Aluminium baute. Drei Fahrzeuge wurden vorbereitet, aber nur zwei im Rennen eingesetzt, nachdem der Motor des dritten Wagens im Training irreparabel zerstört worden war. Die stärkste Konkurrenz bildeten erneut die Mercedes SSK, denen die Streckencharakteristik mit ihren langen Geraden entgegenkam.
Die vom Alfa-Romeo-Werksteam eingesetzten 8C 2300 fielen nach 99 Runden aus. Aber ein von den Briten Earl Howe und Tim Birkin privat gemeldeter 8C war noch im Rennen und erzielte den Gesamtsieg mit einem Vorsprung von über 100 km auf den schnellsten Mercedes. Der 8C dominierte das Rennen auch in den folgenden drei Auflagen und erzielte 1933 sogar einen Dreifachsieg. 1935 erreichten die 8C 2300 zum fünften Mal in Folge eine Podestplatzierung durch einen zweiten Platz mit Pierre Louis-Dreyfus und Henri Stoffel.

## Verbleib
Während von der Straßenversion des Alfa Romeo 8C 2300 etwa 188 Einheiten gebaut wurden, ist die exakte Anzahl der Rennmodelle nicht belegt, wohl auch wegen modellüberschreitender Umbauten.
| Chassis | Nutzung und Verbleib |
| ------- | --- |
| 2111032 | Das 1932 als Werksrennwagen aufgebaute Auto wurde Anfang 1933 an die Scuderia Ferrari verkauft. Sie ließ die ursprüngliche Monza-Karosserie durch eine von Zagato gebaute Spider-Karosserie ersetzen. Ferrari setzte diesen 8C mit Tazio Nuvolari siegreich bei der Mille Miglia ein. Der #2111032 diente der Scuderia Ferrari für mehrere weitere Saisons und wurde in dieser Zeit in seine ursprüngliche Monza-Form zurückversetzt. Nach seiner Zeit bei Ferrari wurde dieser Monza noch bis 1948 ausgiebig gefahren, als er am Eröffnungswochenende in Goodwood teilnahm. Nach Aufenthalten in Afrika und Europa wurde das Auto an einen amerikanischen Besitzer verkauft. Beim Pebble Beach Concours d’Elegance 2005 zeigte er das Auto mit der Mille-Miglia-Siegerzahl 98. |
| 2111042 | Dieses Exemplar, das ebenfalls den Werksrennwagen zugerechnet wird, wurde Anfang 1932 von Alfa Romeo aufgebaut und war als Zwischenlösung bis zur Fertigstellung des neuen Grand-Prix-Wagens Tipo B / P3 gedacht. Anschließend wurde es an Raymond Sommer verkauft, der das Auto sowohl bei Grand-Prix- als auch bei Sportwagenrennen einsetzte. Sommer erzielte beim Grand Prix de Marseille 1932 einen beeindruckenden Sieg und besiegte Tazio Nuvolari in einem der neuen Tipo B. Anschließend verkaufte er das Auto an den Amateur-Rennfahrer Juan Zanelli. Der Chilene fuhr das Auto in den folgenden Jahren recht erfolgreich. Wie so viele andere 8C 2300 wurde das Fahrgestell 2111042 mit einer Straßenkarosserie ausgestattet, die in diesem Fall von Papler in Deutschland gebaut wurde. In den 1960er Jahren wurde eine nachgebaute Monza-Karosserie auf das Chassis montiert, und das Auto wurde zu einem festen Bestandteil der britischen VSCC-Veranstaltungen (Vintage Sports-Car Club). In den 1990er Jahren wurde der Monza erneut restauriert und 1999 in Pebble Beach gezeigt. Er wurde dann vom jetzigen Besitzer erworben, der regelmäßig mit dem Wagen fährt, so war er beim historischen Grand Prix von Monaco 2008 zu sehen. |
| 2111046 | Als eines der Werksautos von 1931 wurde dieser 8C 2300 Monza am Ende der Saison nach Mailand verkauft. Während der Saison 1933 wurde es bei verschiedenen Veranstaltungen gefahren. Im Jahr 1934 setzte ein weiterer Besitzer den Wagen bei einem Klausenrennen ein. Es hat seitdem eine Reihe von italienischen Besitzern gehabt, bevor es von einem französischen Sammler erworben wurde. Dieser verkaufte das Auto zurück nach Italien, wo es viele Jahre lang verblieb. Nach einer langen Zeit in Deutschland ist es heute Teil einer Schweizer Sammlung. Es gilt als eines der am „originalst erhalten gebliebenen“ Monza, bei dem noch viele der Komponenten erhalten sind, die nur bei den Exemplaren von 1931 zu finden sind. In den Jahren 2009 und 2010 wurde es von einer britischen Spezialfirma sorgfältig restauriert. |
| 2211077 | Dieses Exemplar wurde speziell für den schwedischen Privatfahrer Per Viktor Widengren gebaut. In den schwedischen Rennfarben Blau mit gelbem Streifen lackiert, wurde es in Skandinavien Erfolg gefahren. Widengren benutzte das Auto sowohl auf asphaltierten Strecken als auch auf Eisbahnen. Der Wagen wurde auch bei einigen Rennen auf dem europäischen Kontinent eingesetzt. 1935 wurde die Karosserie auf ein Einsitzer-Layout umgestellt, und wie bei vielen der AR-Werksrennwagen-Fahrzeugen wurde der Hubraum des Motors auf 2,6 Liter vergrößert. Zu diesem Zeitpunkt änderte sich auch die Lackierung leicht, wobei drei cremefarbene Streifen das einzelne gelbe Band ersetzten. Widengren verkaufte das Auto schließlich im Sommer 1936 an einen Landsmann und das Auto blieb bis Mitte der 1980er Jahre in Schweden. Zu diesem Zeitpunkt war es bereits einmal restauriert und in historischen Rennen ausgiebig genutzt worden. Ein neuer Besitzer ließ es in den Niederlanden erneut restaurieren. Das Chassis 2211077 wurde mit den drei weißen Streifen in die zweite von Widengren verwendete Lackierung zurückgebracht. Der jetzige Besitzer hat das Auto in den 90er Jahren erworben und präsentiert es regelmäßig bei historischen Rennveranstaltungen, wie zum Beispiel beim Goodwood Revival Meeting 2007. |
| 2211097 | 1933 hatte das Alfa-Romeo-Werksteam auf den Tipo B umgestellt. Es bot seinen Kunden aber immer noch den 8C 2300 Monza an. Einer der zuletzt gebauten ist der Wagen mit dem Chassis 2211097, der neu an Philippe Étancelin verkauft wurde. Étancelin fuhr seinen hellblau lackierten 8C 1933 in Frankreich sehr erfolgreich und erzielte mehrere Siege. Der Wagen wurde anschließend von einem neuen Besitzer in der Schweiz gefahren. Nach dem Krieg tauchte der Wagen mit einer geänderten Karosserie (mit Kotflügeln) wieder auf. Während sich das Auto später in amerikanischem Besitz befand, wurde es in den 1970er Jahren wieder in den ursprünglichen Zustand (vor dem Umbau) versetzt. Die Restaurierung wurde 1981 abgeschlossen und das Auto wurde regelmäßig von Besitzer Peter Giddings benutzt. Das Auto wechselte anschließend mehrmals den Besitzer. Schließlich war seine gesamte Geschichte entdeckt worden und eine Wiederherstellung der Spezifikation von 1933 wurde begonnen. Nach der Fertigstellung trug das Auto die ursprüngliche hellblaue Lackierung und das für Étancelins Rennwagen typische Lederteil unter der Windschutzscheibe. In dieser Konfiguration war der 8C während des Grand Prix von Monaco 2008 im Rahmenprogramm zu sehen. |
| 2211120 | Dieser Wagen zählt zu den Exemplaren, die von der Scuderia Ferrari eingesetzt wurden, und später mit dem neuen 2,6-Liter-Motor ausgestattet wurden. Ferrari nutzte ihn beim Grand Prix von Monaco mit Tazio Nuvolari, der das Rennen anführte, bis er in der letzten Runde aufgeben musste. Im Juli 1933 wurde es für den Straßenverkehr zugelassen und nahm dann siegreich am Großen Preis von Schweden mit Antonio Brivio teil. Im selben Jahr wurde es auch beim Mont-Ventoux-Bergrennen und in San Sebastian eingesetzt. Das Fahrzeug wurde dann von der Scuderia Ferrari erneut umgebaut und 1934 mit der Bezeichnung SF28 wieder eingesetzt. Zu den vorgenommenen Änderungen gehörten einstellbare hydraulische Dämpfer, die das Auto noch heute trägt. Es wurde dann bei der Mille Miglia gefahren, wo es den fünften Platz erreichte. Entgegen Gerüchten, dass das Auto zerstört sei, wurde es 1936 nach Südafrika verkauft und bei kleineren Rennen eingesetzt. In den 1950er und 1960er Jahren wurde es ausgiebig gefahren, bis das Auto 1968 bei einem Unfall in Kyalami beschädigt wurde. In der zweiten Hälfte der 1970er und frühen 1980er Jahre wurde es vollständig restauriert. 1986 wurde die Ex-Scuderia-Ferrari-Maschine von einem deutschen Enthusiasten zusammen mit der ursprünglichen Brianza-Karosserie erworben, die in den 1950er Jahren entfernt worden war. 2012 trat der 8C siegreich beim Goodwood Revival an. |
| 2211130 | Obwohl der Wagen neu an einen italienischen Kunden verkauft wurde, war er der erste Monza, der bei einer britischen Veranstaltung auftrat: bei einem Rennen im Mai 1933 in Brooklands, wo Brian Lewis sofort zum Sieg fuhr. Das ursprünglich rote Auto erhielt dann eine Lackierung in British Racing Green. Die zeitgenössische Rennkarriere des Chassis 2211130 dauerte bis 1939. Der Alfa Romeo blieb in England und ging schließlich in den 1960er Jahren in die Hände von Patrick Lindsay über. Er benutzte das Auto ausgiebig, bevor er es einem kompletten Umbau unterzog. Der 8C 2300 blieb bis Ende der neunziger Jahre im Besitz der Familie Lindsay, ehe er nach Belgien verkauft wurde. |
| 2211138 | Dieser Monza wurde vor der Saison 1933 gebaut und höchstwahrscheinlich neu an den französischen Rennfahrer Jean-Pierre Wimille verkauft, der ihn bei verschiedenen Rennen einsetzte, wobei der zweite Plätze beim Grand Prix de la Marne und beim Grand Prix du Comminges 1933 die besten Ergebnisse waren. Unter neuem Eigentümer wurde das Auto 1934 weiter gefahren, unter anderem von Raymond Sommer. Im Juli 1935 wurde es höchstwahrscheinlich verwendet, um in Montlhéry eine Reihe von internationalen Geschwindigkeitsrekorden der Klasse D aufzustellen. Ein Kolbenversagen verhinderte den Versuch, den Rekord über 48 Stunden zu erreichen. Der 8C 2300 wurde dann nach Portugal und schließlich (in der zweiten Hälfte der 1930er) Jahre nach Brasilien. Das Chassis 2211138 wurde in Südamerika bei verschiedenen Veranstaltungen gefahren, bevor es endgültig aus dem aktiven Renneinsatz ausschied. Es wechselte mehrmals den Besitzer, war aber in einem bemerkenswert guten Zustand, als Colin Crabbe das Auto 1980 entdeckte. Das Auto wurde nach England zurückgebracht, vollständig restauriert und rechtzeitig für Crabbe bereitgestellt, um das Auto anlässlich des 50-jährigen Jubiläums des 8C 2300 zu zeigen. Nach einer Zeit in den Händen von Jeffrey Pattinson ist es heute Teil einer beeindruckenden Sammlung historischer Rennwagen in Deutschland.                                                           |
| 2311218 | Das Exemplar mit der Chassis-Nr. 2311218 wurde bereits in den 1930er Jahren in Italien erstmals verkauft und hatte danach mehrere Besitzer. Es wurde aber zwischen 1934 und 1948 ziemlich oft gefahren und sicherte sich 1934 beim Klausenrennen den siebten Platz in seiner Klasse. 1947 errang dieser Wagen den dritten Gesamtrang beim Circuito di San Remo und den zweiten Gesamtrang sowie den ersten Platz in seiner Klasse beim Bergrennen Sassi–Superga. 1948 belegte dieses Auto erneut Platz eins. in seiner Kategorie beim Bergrennen Cantania-Etna. Dieser „Monza“ wurde während der Monterey Car Week bei der Gooding & Company Auction für mehr als 10 Millionen US-Dollar versteigert. |

## Galerie

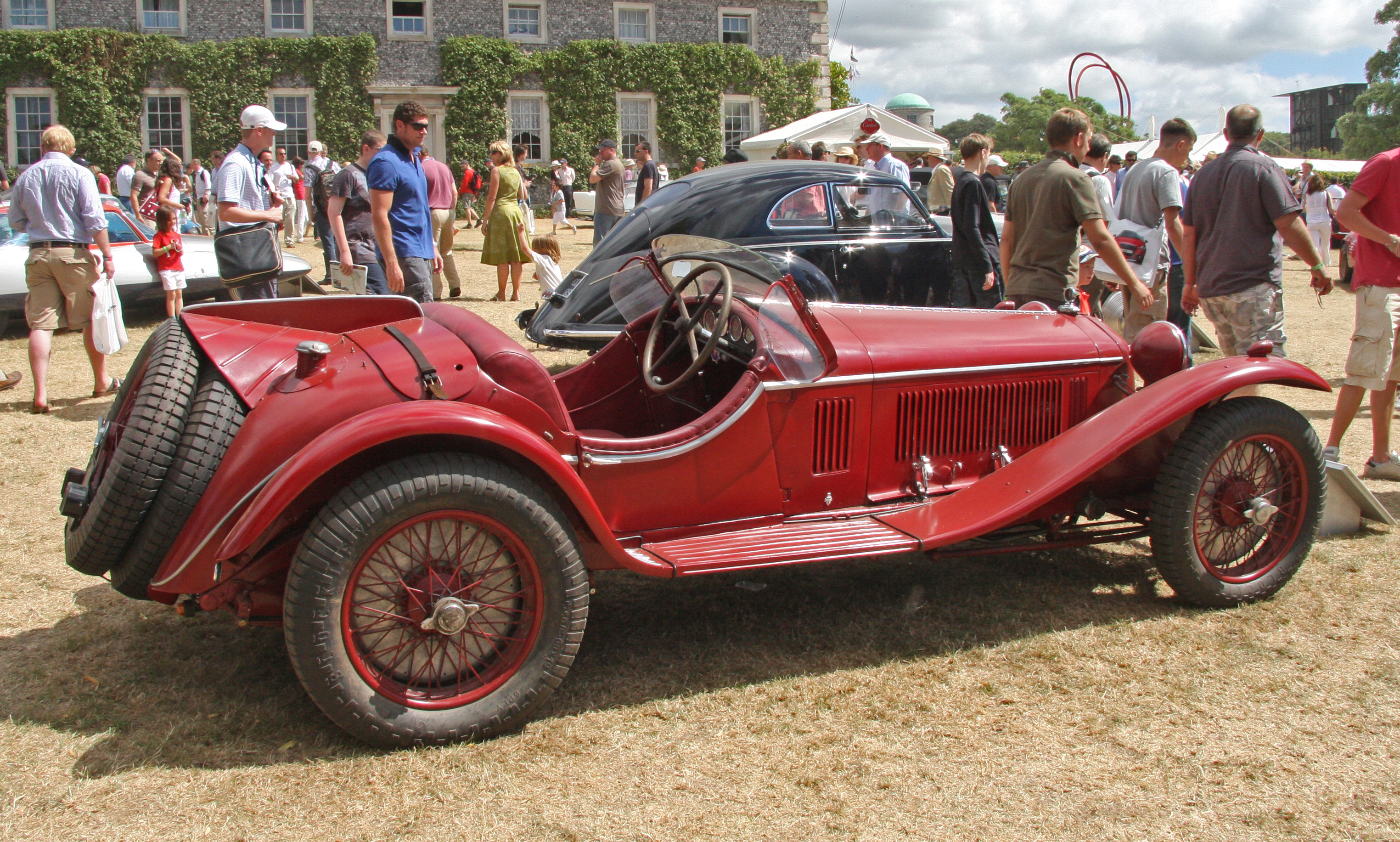
Der 8C 2300 in der „Spider“-Version (Radstand: 2750 mm)
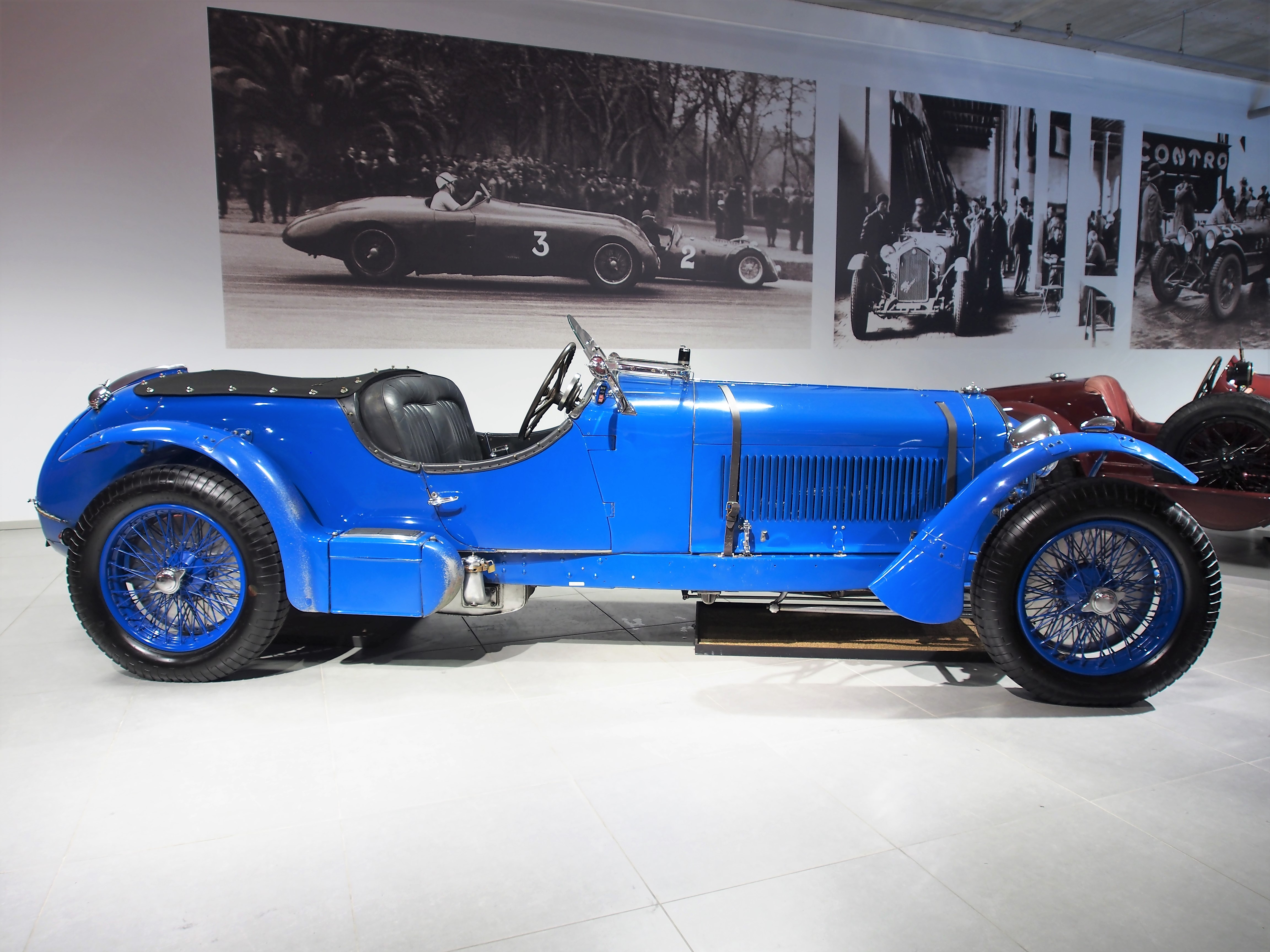
Die „Le-Mans“-Version (Radstand: 3100 mm) mit dem vorgeschriebenen Rücksitz.
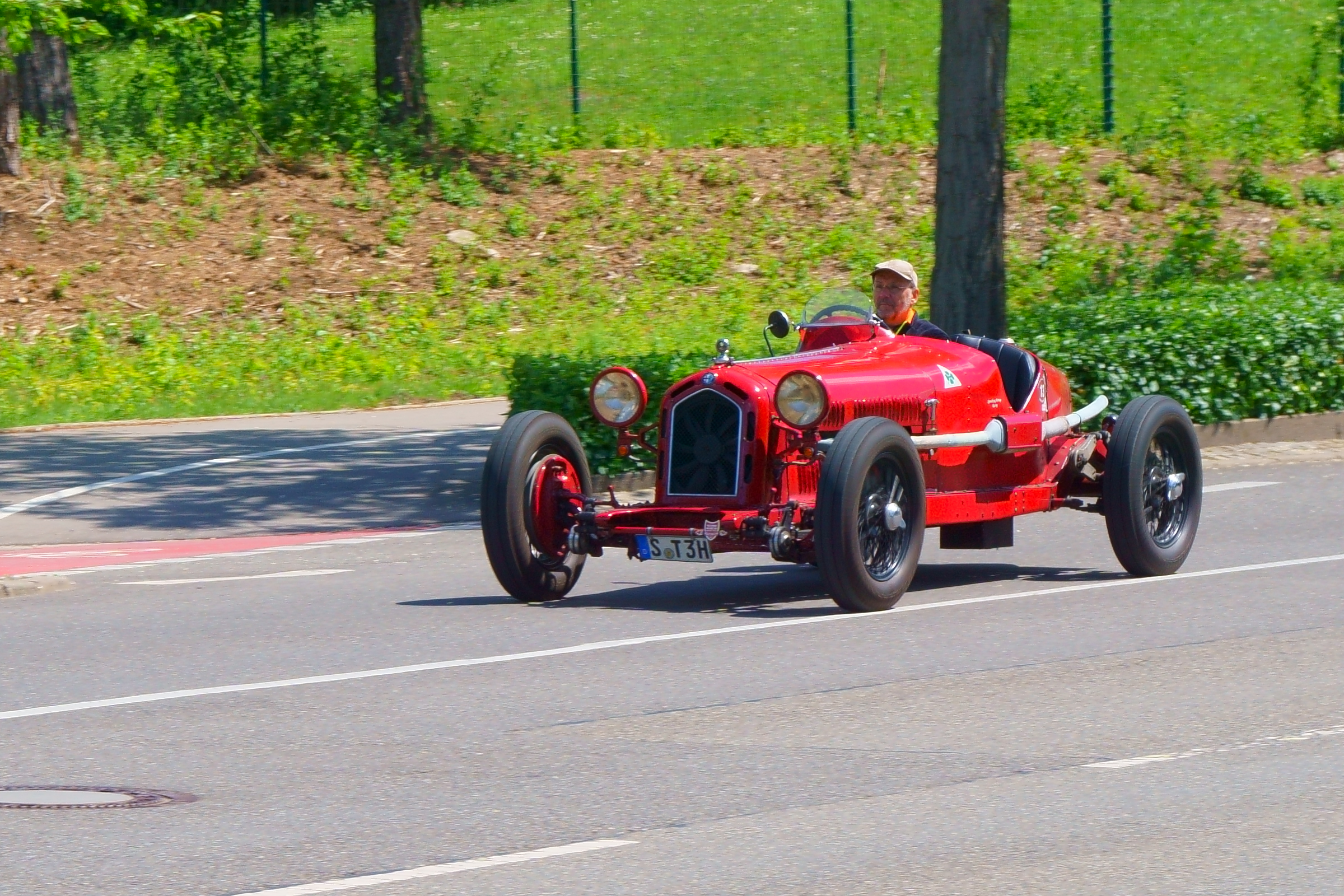
Die Monza-Variante (Grand-Prix-Version) mit dem kürzesten Radstand (2650 mm) in der „Open-Wheel“-Ausführung.

## Bewertung
Zwar ist der Bugatti Type 35 als „erfolgreichster Rennwagen aller Zeiten“ in die Geschichte eingegangen, aber der Alfa Romeo 8C 2300 mit drei Siegen bei der Mille Miglia, drei bei der Targa Florio, vier in Le Mans und dem Grand-Prix-Sieg in Monza liegt nur knapp dahinter. Einer der Gründe, warum die Erfolge des 8C 2300 manchmal etwas in Vergessenheit geraten ist, könnte die Aufmerksamkeit sein, die der Tipo-B-Monoposto Grand Prix und sein Nachfolger, der 8C 2900 auf sich zogen. Aber diese drei, alle von Vittorio Jano entworfenen Maschinen, wurden von einigen der größten Rennfahrern ihrer Zeit erfolgreich gefahren und begründeten in den 1930er Jahren den Weltruf von Alfa Romeo als Sport- und Rennwagenhersteller.